# Okrouhlo
Okrouhlo település Csehországban, Nyugat-prágai járásban. Okrouhlo Březová-Oleško, Petrov, Zvole és Libeř településekkel határos. Lakosainak száma 808 fő (2024. január 1.).

## Népesség
A település lakosságának változását az alábbi diagram mutatja:
| Lakosok száma | 432  | 536  | 564  | 461  | 400  | 470  | 691  | 704  | 746  | 808  |
|               | 1869 | 1890 | 1921 | 1950 | 1980 | 2001 | 2017 | 2019 | 2022 | 2024 |